# Derk Jan Eppink
Derk Jan Eppink (Steenderen, 7 novembre 1958) è un politico e giornalista belga fiammingo.
Europarlamentare dal 2009 al 2014 e, di nuovo, dal 2019, nella prima occasione è stato eletto in Belgio, per la Lista Dedecker, mentre nella seconda nei Paesi Bassi, concorrendo in Forum per la Democrazia.

## Biografia

### Formazione a attività professionale
Ha studiato giurisprudenza presso la Vrije Universiteit di Amsterdam, successivamente ha studiato diritto europeo e relazioni internazionali presso l'Università di Amsterdam.
Ha lavorato come giornalista nella rivista olandese NRC Handelsblad e poi per quella belga De Standaard. Dal 1999 al 2007 ha lavorato come assistente nei gabinetti dei commissari europei, Frits Bolkestein e Siim Kallas. Successivamente è tornato al giornalismo, corrispondente a New York.

### Carriera politica
Nelle elezioni del 2009 è stato candidato per il Parlamento europeo a nome del gruppo belga della comunità fiamminga nella Lista Dedecker. Ha ottenuto il mandato di deputato dopo le dimissioni del leader del partito, Jean-Marie Dedecker. Nel PE, si unì al Gruppo dei Conservatori e dei Riformisti Europei e divenne membro del Comitato economico e monetario. Ha fatto parte dell'Europarlamento fino al 2014.
Nei Paesi Bassi è stato attivo nel Partito Popolare per la Libertà e la Democrazia, dopo di che nel 2018 è entrato a far parte del Forum per la Democrazia.
È stato rieletto al Parlamento europeo in occasione delle elezioni europee del 2019, quando ha concorso nei Paesi Bassi, all'interno di Forum per la Democrazia.